# Мітров Ігор Ростиславович
Ігор Ростиславович Мітров (нар. 1 вересня 1991, Керч, Автономна Республіка Крим) — український поет, критик, літературознавець, військовослужбовець, ветеран російсько-української війни.

## Біографія
Народився 1 вересня 1991 року в Керчі. У 2008 році вступив до Інституту філології Київського національного університету ім. Т. Г. Шевченка (спеціальність «Літературна творчість, українська мова і література». У 2010 році покинув навчання і повернувся в Керч. Два роки працював у Керченському історико-археологічному музеї, брав участь в археологічних розкопках на території Керченського півострова. У 2012 повторно вступив до КНУ на спеціальність «Російська мова і література». Завершив навчання у 2016 році. Протягом 2016—2018 працював в Інституті археології НАН України, брав участь в археологічних експедиціях на Уманщині, Канівщині, Криворіжжі, Хотинщині та в Києві.
Учасник Революції гідності, співорганізатор студентського страйку через відмову екс-президента Януковича підписувати Угоду про асоціацію з Євросоюзом; потерпілий під час силового розгону Євромайдану спецпідрозділом «Беркут» 30 листопада 2013 року.
Після повномасштабного вторгнення Російської Федерації брав участь у бойових діях у складі 95 окремої десантно-штурмової Поліської бригади Збройних Сил України. Фільмував бойові будні для власного ютуб-каналу «mitropolia-tv».

## Творчість
Ігор Мітров належить до поетичного покоління «двітисячідесятників». Для творчості характерні іронія, інтертекстуальність, розмаїття тематики і полістилізм. Раніше автор називав себе«постмодерністом у найгіршому сенсі слова», однак, потрапивши на війну, змінив свої погляди на власну творчість і літературу загалом. Пише переважно верлібром, однак у творчому доробку присутні й інші поетичні техніки (білий вірш, дольник, силабо-тоніка).
Один із засновників «Літературного ордену імені святого Зіберта Світлого» — неформального відкритого літературного товариства, що має на меті популяризацію сучасної української літератури.
Представляв Україну на десятому Європейському поетичному слем-чемпіонаті (European Poetry Slam Championship 2023) в Антверпені, Бельгія. 
Тексти надруковані в низці колективних збірок, антологій та альманахів, зокрема за кордоном; перекладалися англійською, іспанською, польською, чеською, естонською, литовською та іншими мовами.
У 2019 році у видавництві «Смолоскип» вийшла дебютна поетична збірка «Голландський кут»:
Асоціативність, стихійність, сповідальність, зухвалість, відблиски натуралістичності, локальна географія, постколоніальна задуха, буденність, ентропія, марення карикатурним Едемом, приховане і явне цитування, альтернативні реальності, казкове лицарство, блазнювання, звитяжна античність зі шкільних хрестоматій, громадянська лірика, що воліла би бути ширшою за лещата громадянської лірики, випари поп-культури, очевидності, спроби вхопити себе масними пальцями, парадокси, екзотичність, попри все дитяча наївність — ось мова збірки Ігоря Мітрова «Голландський кут».

— Олесь Барліг
Мітров — яскравий, різноманітний поет, і в його випадку «богемний» імідж не підмінює літературу, а лише увиразнює деякі акценти. У «Голландському куті» зійшлись іронічні сюжети, вигадливі образи та доволі строката тематика — від археології до побутових пригод, від Криму до кіно. Висловлюючись метафорично, поезія Ігоря Мітрова не «густа» і «сконцентрована», але «повітряна» та майже вільна від сили тяжіння, навіть коли йдеться про речі геть не небесні.

— Олег Коцарев
Оскільки вже порушено кримську тему (хай і суто мимохідь, мушиним, так би мовити, крилом), слід нагадати, що Ігор Мітров — кримчанин, котрий мешкає переважно в Києві й уже п'ять років не може відвідати рідну Керч. Кримські мотиви з'являються в досить багатьох віршах книжки «Голландський кут», і то в доволі широкому регістрі — від іронії до міфології. Мабуть, не буде великим перебільшенням сказати, що кожен яскравий україномовний поет із Криму сьогодні грає не лише органічну, вічну естетичну роль, а й також стає певним чинником геополітичного і геокультурного характеру.

— Олег Коцарев
У 2021 році у видавництві «Люта Справа» вийшла книжка «Голос України»:
Художній світ Мітрова — запаморочно розмаїтий і цікавий. Колекціонуючи історії, автор ніби дає змогу виговоритися колоритним місцинам і їх мешканцям. Як наслідок, із численних оповідей сплітається мапа України чи й справдешній діалектологічний атлас укупі з матюкознавчою енциклопедією… Ігор Мітров нагадує загонистого керченського Пітера Пена, який, прочитавши і Ніцше, і Бориса Олійника, лишається у віршах хлопчиськом саме для того, щоб духопелити піратів та доводити, що не все гаразд у нашій спільній казці. — В'ячеслав Левицький

## Нагороди та відзнаки
- 2016 — Літературний конкурс «Гранослов», III місце[11][12]
- 2016 — «Молода Республіка Поетів» фіналіст[13]
- 2017 — Літературний конкурс видавництва «Смолоскип», II премія, III премія[14][15]
- 2019 — Всеукраїнська літературна премія імені Василя Симоненка, за поетичну збірку «Голландський кут»[16][17]
- 2020, 2021 — Літературний конкурс «Кримський Інжир», фіналіст[18][19]
- 2022, 2023 — Конкурс воєнної поезії пам’яті Гліба Бабіча, короткий список[20][21]
- 2024 — Конкурс воєнної літератури «4.5.0.», ІІІ місце[22]